# محسن دلیر
محسن دلیر بازیکن فوتبال اهل مرند است.

## دوران باشگاهی

### ماشین‌سازی
محسن دلیر در سال‌های ۸۷–۸۶ و ۹۰–۸۹ در تیم ماشین‌سازی تبریز بازی می‌کرد

### گسترش فولاد
این بازیکن در لیگ دسته اول سال ۹۱–۹۲ برای تیم گسترش فولاد بازی کرده و آقای گل تیم خود بوده است.

### تراکتورسازی
محسن دلیر در تاریخ ۹ خرداد ۱۳۹۲ با عقد قرارداد دو ساله به تیم تراکتورسازی تبریز پیوست.